# ヴェンドラミン家の肖像
『ヴェンドラミン家の肖像』（ヴェンドラミンけのしょうぞう、伊: Ritratto votivo della famiglia Vendramin, 英: Portrait of the Vendramin Family）は、イタリア、ルネサンス期のヴェネツィア派の巨匠ティツィアーノ・ヴェチェッリオが1540年から1545年ごろに制作した肖像画である。『聖十字架を礼拝するヴェンドラミン家』あるいは『ヴェンドラミン家の奉献肖像画』などの名前でも呼ばれる。油彩。ヴェネツィアの貴族であるヴェンドラミン家の発注で制作された作品で、ティツィアーノ最大の群像肖像画として知られる。イギリスで活躍した肖像画家アンソニー・ヴァン・ダイクのコレクションに含まれていたことが知られている。現在はロンドンのナショナル・ギャラリーに所蔵されている。

## 制作背景

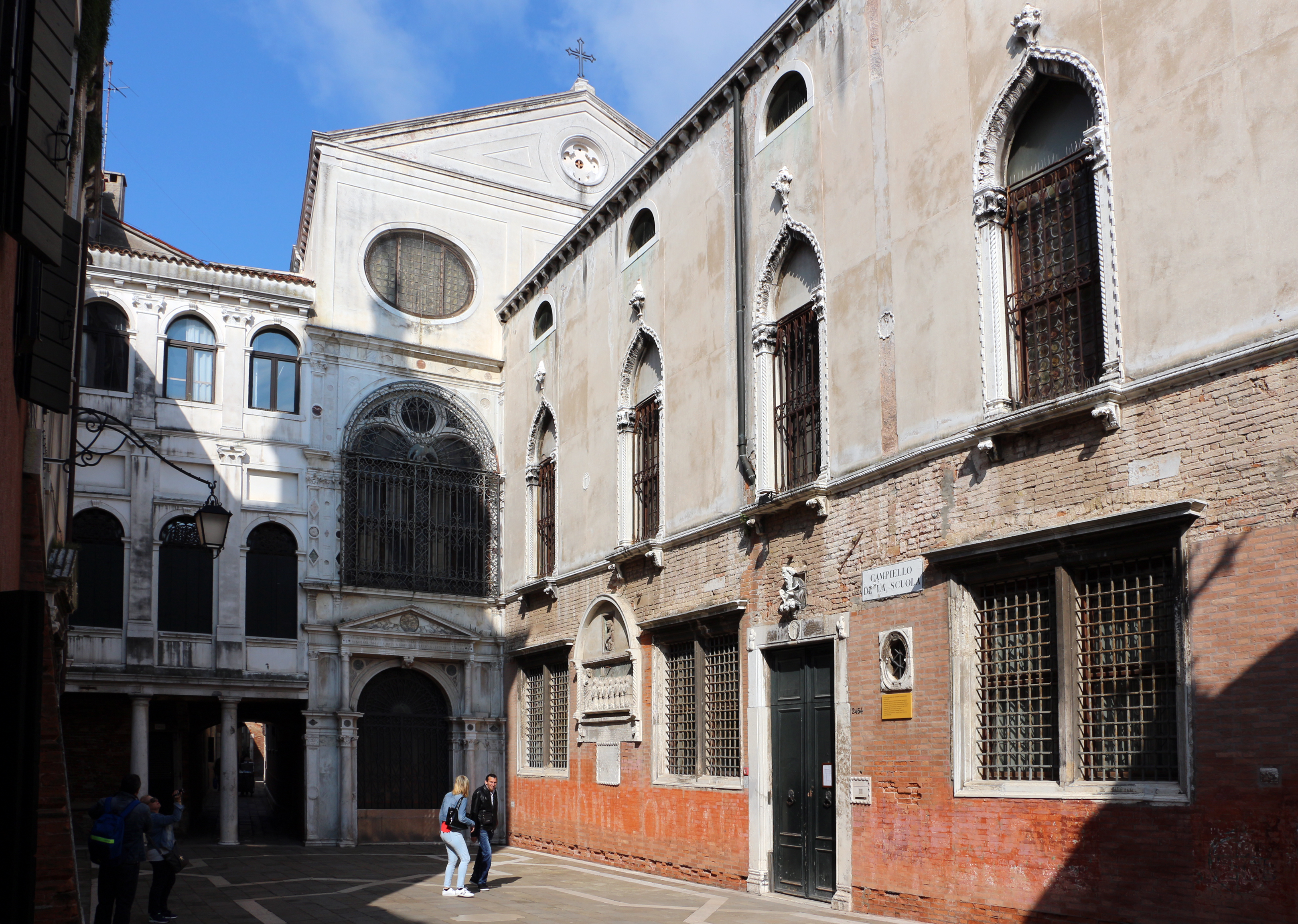
グランデ・ディ・ サン・ジョヴァンニ・ エヴァンジェリスタ同信会館のファサード。

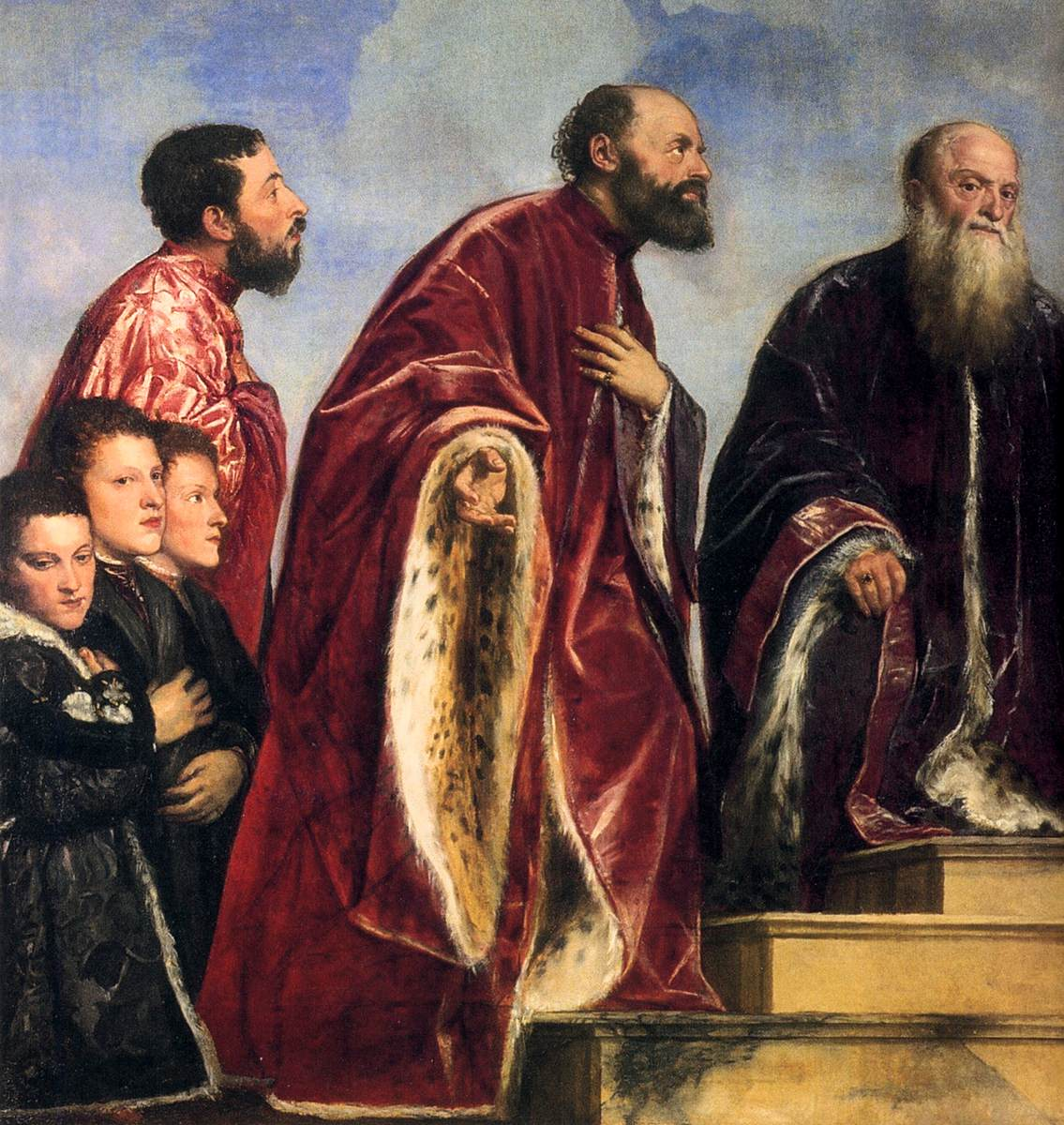
画面左の3人の主要人物。

ヴェンドラミン家はヴェネツィアの貴族である。1369年にキリストが磔刑に掛けられた十字架の一部と言われる木片の聖遺物がフィリップ・ド・メジエールによってキプロスからヴェネツィアにもたらされたとき、聖遺物はグランデ・ディ・ サン・ジョヴァンニ・ エヴァンジェリスタ同信会の保護者という公的立場にあったアンドレア・ヴェンドラミン（Andrea Vendramin）に与えられた。この聖十字架に収められた木片がヴェネツィアの公的行事の際にグランデ運河に落下したとき、聖十字架は奇跡的に水面に浮かび、運河に飛び込んだアンドレアによって拾い上げられた。このときの出来事はジェンティーレ・ベッリーニによって『サン・ロレンツォ橋での十字架の奇跡』として描かれている。そのため、この聖遺物はヴェンドラミン家にとってきわめて重要であった。
群像肖像画に描かれた人物はそのアンドレアの曾孫にあたるアンドレア・ヴェンドラミン（Andrea Vendramin, 1481年-1547年）とガブリエレ・ヴェンドラミン（Gabriele Vendramin, 1484年-1552年）、およびアンドレアの息子たちである。アンドレア・ヴェンドラミンは長男であり、妻ルクレツィア・パスクアリゴ（Lucrezia Pasqualigo）の間に7人の息子と6人の娘をもうけた。弟のガブリエレは3歳年下で子供はいなかった。ヴェンドラミン家は石鹸の製造、販売、輸出で財を成した一族で、叔父のドージェ・アンドレア・ヴェンドラミン（Doge Andrea Vendramin）はヴェネツィアで最も裕福な男性の1人であった。また弟のガブリエレは美術コレクターとして知られ、ジョルジョーネの『テンペスタ』を所有していた。

## 作品
ヴェンドラミン家の一族はヴェネツィアの宝物である、銀箔と水晶のゴシック様式の聖遺物箱の前でひざまずいている。聖遺物である磔刑の十字架の木片はその最上部に保存されている。画面を支配するのは聖遺物に対して大いなる尊敬を持って近づくヴェンドラミン家の人々の荘厳かつ厳粛な姿である。同信会員は男性に限定されたため、アンドレア・ヴェンドラミンの6人の娘は肖像画に描かれていない。ティツィアーノは多くの登場人物を介して人生の様々な段階を表現しており、特に画面右の最年少の子供たちはまだ眼前の光景に理解が及ばず、荘厳な場面で自由に振舞っている。
画面中央に立つ年配の2人の男性の正体はやや謎めいている。赤外線リフレクトグラフィーによる科学的調査はティツィアーノが途中で構想を変更したことを明らかにしている。それによるとティツィアーノの当初の構想では、家族を祭壇に導く役割を果たしていたのは長い顎髭を持つ人物であったが、この人物は完成作では画面中央で祭壇に手を置いた人物として描かれている。このことから、祭壇に手を置いた人物は7人の息子の父アンドレアであり、赤いローブを着た男は彼その弟で子供のいないガブリエレ、さらに画面左端の男性はアンドレアの長男ルナルド・ヴェンドラミン（Lunardo Vendramin, 1523年-1547年）であると考えられる。これについては別の見解もあり、祭壇のすぐ横の最年長として描かれている男性のほうが弟のガブリエレで、その横にいるのが総大司教であり、画面左端の男性がアンドレアであるという。最年長の男性については空想的ではあるが、聖遺物と密接な関係を持つ曽祖父アンドレア・ヴェンドラミンとして描かれた可能性も示唆されている。

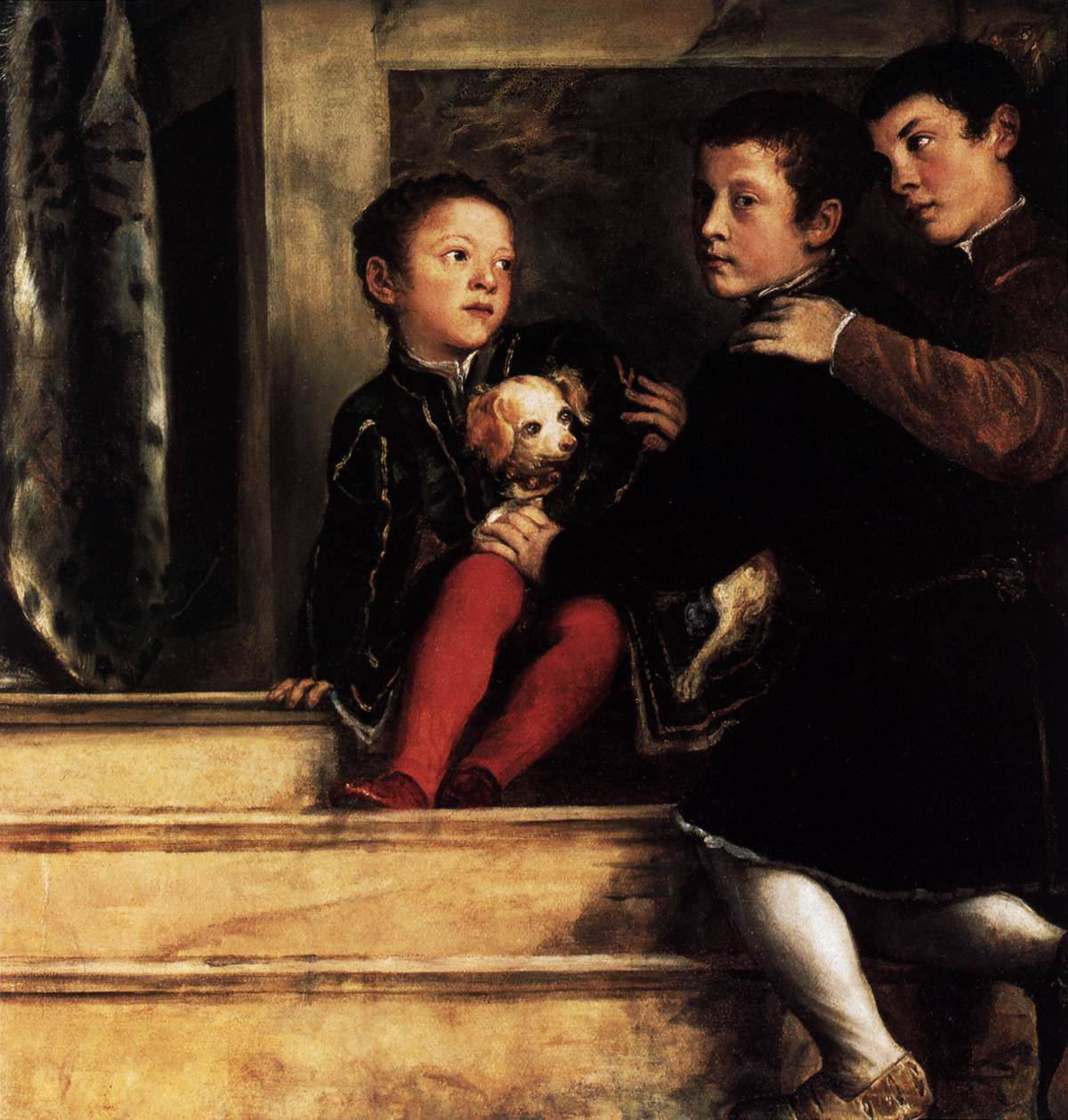
画面右下で小型犬を抱くフェデリゴ。

小型犬スパニエルを抱いている最年少の子供フェデリゴ・ヴェンドラミン（Federigo Vendramin, 1535年-1583年）は、実際の人物をモデルとして描かれたようである。少年が5歳にも満たないことから、絵画の当該部分の制作年が1541年ごろであることを示唆している。ただし、残りの部分は少し遅れて完成した可能性がある。父アンドレアは1547年1月に死去し、さらに画面左端の当時17歳のルナルドは同年10月5日に死去したため、死後の制作でない限り、肖像画はそれ以前に描かれたと思われる。X線撮影や赤外線リフレクトグラフィーはルナルドがもともとは別の場所に配置されていたことを明らかにしており、この人物は最初に下に配置され、その後左側に配置された。絵画の最も優れた箇所は1540年代初頭のティツィアーノの様式と一致しているが、画面左側の3人の息子たちと右側の2人の息子たちはおそらくオラツィオ・ヴェチェッリオあるいはジローラモ・ダンテといった工房の助手によって描かれた。特に左下隅の3人の息子は後から追加されたことが明らかで、それ以外の部分との不協和音が著しい。
保存状態はあまり良くない。特に空の部分の絵具が薄くなっており、左側の若い男性の頭部から背中のように、下層のペンティメンティが確認できる箇所がある。

## 来歴
本作品は1569年にガブリエレ・ヴェンドラミンの目録に記録されており、その後、肖像画家アンソニー・ヴァン・ダイクのコレクションに加わった。美術史家ハロルド・エドウィン・ウェゼイによれば、ヴァン・ダイクはイタリアから帰国した1627年ごろには本作品を所有しており、1635年にイギリスに絵画を移したとしているが、このときにはまだヴェネツィアにあったとする説もある。ヴァン・ダイクの死後、画家の未亡人と結婚した準男爵リチャード・プライス卿（Sir Richard Price）は借金返済のために絵画を手放し、第1準男爵ジョン・ウィッテウロンジ卿（Sir John Wittewronge）の手に渡った。絵画はさらに1645年に第10代ノーサンバランド伯爵アルジャーノン・パーシーの所有するところとなった。ナショナル・ギャラリーがノーサンバーランド公爵から122,000ポンドで購入したのは1929年のことである。